# Crise de alimentos de 2007–2008

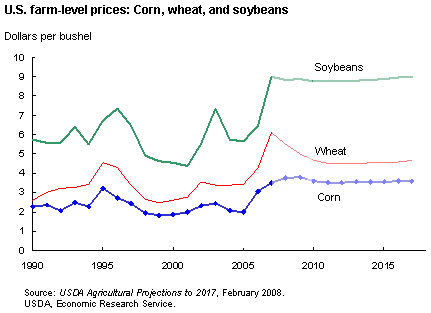
Gráfico elaborado pelo Departamento de Agricultura dos EUA que ilustra o aumento nos preços do milho, da soja e do trigo, entre os anos de 1998 e 2008.

A Crise de alimentos de 2007–2008 é uma crise na produção e no nível dos estoques que, consequentemente, gerou uma alta nos preços de diversos alimentos, dentre eles o trigo e o milho, levando uma série de países a levantarem possíveis restrições no consumo, subsídio e exportação de determinados bens a fim de solucionar o problema. As causas da crise ainda não estão claramente compreendidas, mas os últimos estudos e discussões destacam as seguintes possibilidades:

## Possíveis causas
A "crise mundial dos alimentos" é um fato que vem ocorrendo anualmente, mas que, torna-se grave e ganha destaque na mídia de tempos em tempos. Este fenômeno pode estar relacionado à falta de alguns produtos agropecuários e minerais considerados como fundamentais para a alimentação da população mundial, como por exemplo, os grãos - arroz, trigo, soja, milho e cereais - e outros como carnes, laticínios, importantes por serem grandes fontes de nutrientes e carboidratos. A falta de alimentos que servem como matéria-prima para a produção de outras mercadorias do ramo da indústria de alimentos, hoje é provocada possivelmente por diversos fatores. São eles:
1. Elevação no preço do Petróleo e consequente elevação no preço dos insumos agrícolas;
2. Uso de grandes áreas de terra agricultável, especialmente nos Estados unidos, para produção de milho destinados à servirem como matéria-prima para a produção de etanol;
3. O crescimento do consumo de alimentos pelas diferentes classes sociais, principalmente em países com grandes populações como consequência do crescimento econômico decorrente de países como China, Índia e Brasil;
4. Os fatores naturais como as mudanças climáticas, que entre vários outros impactos, promovem o aumento das áreas desérticas e o desequilíbrio das épocas de chuvas em importantes áreas agrícolas como Argentina, Austrália e Região Sul do Brasil.

## Outras causas relevantes
Cabe ressaltar que existem outros motivos que merecem ser destacados. Um deles é a tendência neoliberal de negociações das "commodities" que negociam as produções agropecuárias e extrativistas (essencialmente de matérias-primas) antes mesmo delas começarem a ser produzidas o que afeta a lei da oferta e da procura por produtos que serão ou são usados para a fabricação de outros. Outra linha de discussão, refere-se à questão das barreiras protecionistas impostas entre os blocos econômicos ou entre os países com alta e baixa produtividade qualidade da produção agropecuária e extrativista.
As barreiras são referentes à alta cobrança de impostos e a rigidez das leis ambientais sobre o processo de produção, circulação e consumo dos produtos alimentícios e de outros muito importantes para a fabricação dos mesmos. Esta tendência é o que ocorre entre a produção agrária dos países emergentes, com industrialização tardia baseada nos modelos de Plataforma de Exportações e Substituição das Importações - os subdesenvolvidos industrializados e os subdesenvolvidos - agropecuários e extrativistas, em relação à entrada dos seus produtos no espaço geográfico da União Europeia, dos Estados Unidos e Canadá, por exemplo.
Pode-se considerar tais entraves para o aumento da produção em países que apresentam melhores condições naturais para a fabricação de alimentos, mas que não detém tecnologias, pesquisas científicas, mão-de-obra qualificada, redes multimodais de transportes, telecomunicações e oferta de energia. Produzir e transportar as mercadorias e as matérias-primas para tal, pode ter um grande custo-benefício. Longe da Teoria de Thomas Malthus, o que vem ocorrendo é um jogo de interesses capitalistas centrado na produção, circulação e consumo de alimentos versos onde, como, para quem, quando e quanto produzir.
A valorização da moeda interna frente às principais moedas internacionais - euro, dólar, iene - de países ou consideradas como grandes importadores de alimentos pode estimular a produção para a exportação. Ao mesmo tempo o inverso pode resultar na redução da produção e da exportação, reduzindo a oferta e aumentando a procura.

## Consequências
1. Aumento das taxas de inflação em todo o mundo;
2. Intensificação das consequências da crise econômica mundial;
3. Aumento dos índices de fome, subnutrição, miséria;
4. Aumento ou intensificação do número de conflitos sociais, especialmente em países subdesenvolvidos.

Portanto, não cabe discutir a atual crise mundial de produção e consumo de alimentos sem considerar vários fatores que se interagem no tempo e no espaço. O estímulo para o aumento da produção nos países da África Central pode estar relacionado com mudanças políticas na União Europeia ou nos Estados Unidos que podem acontecer em qualquer tempo, mas que podem afetar a produção em outros espaços geográficos do mundo.
O fato é que o início do século XXI pode permitir espaço de tempo para que os grandes cartéis e trustes de cooperativas agropecuárias e extrativistas revejam o planejamento para aumentar e distribuir comida em todo o planeta considerando os problemas sócio-ambientais e, o mais importante, o baixo poder aquisitivo da maioria da população mundial principalmente dos países do Sul. A questão é complexa, merece muitos estudos, o fato é que a humanidade produz comida suficiente para abastecer os mercados, jogam-se muitos alimentos fora, enfim, precisa-se rediscutir políticas públicas em escala global.